# Josep Sunyer

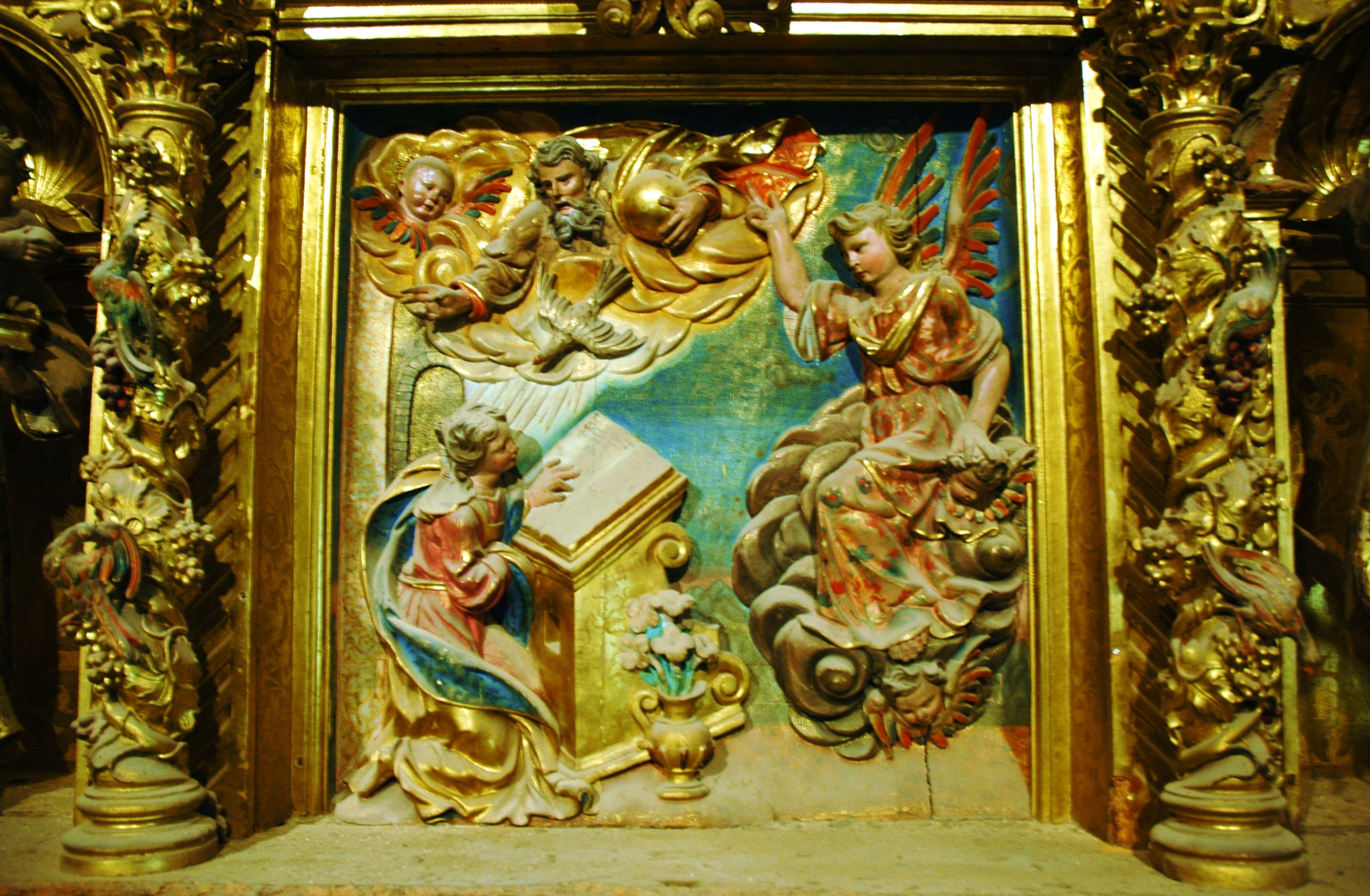
Detalle del retablo de la Anunciación de Josep Sunyer, conservado en el Palacio de los Reyes de Mallorca de Perpiñán.

Josep Sunyer i Raurell (Manresa, Cataluña, España; 1673 - Ibídem; 1751)fue un escultor español especializado en el barroco catalán.
Aprendió el oficio en el taller que tenía su abuelo Pau Sunyer (muerto en 1694) y su padre, Josep Sunyer (muerto antes de 1682) junto con Lluís Generes y Francesc Grau. El aprendizaje lo hizo junto a Pau Costa, de Vich, con quien tuvo muchos puntos en común. Colaboró con Francesc Grau en la obra de la fachada de mediodía de la Cueva de San Ignacio, de Manresa, y con su padre en los retablos del Rosario, de Navarcles, y de Santa María, de Cererols (1674).
Después de estas obras que se pueden considerar de iniciación, el 2 de octubre de 1691 Josep Sunyer i Raurell firmaba un documento de un pago del retablo de Nuestra Señora de la Sacristía de Puigcerdá, donde se decía que Francisco Ferriol -que inicialmente había contratado la obra-, su cuñado, estaba muerto.

## Cataluña Norte
En 1696 Josep Sunyer trabajó por primera vez en el Rosellón, en concreto en Prada de Conflent, donde lo llamaron los cónsules de la villa tras conocer su intervención en Puigcerdá. Así empezó la relación de Sunyer con tierras del reino de Francia, pero culturalmente catalanas. El hecho de realizar un retablo como el de Puigcerdá-que sería la primera obra de un taller manresano en estas tierras-debió ser decisorio para que se le llamaran desde la Cerdaña francesa y del Conflent y debió constituir su tarjeta de presentación ante los jurados de Prada en 1697.
El encargo del retablo mayor de Sant Pere de Prada de Conflent fue contratado el 28 de marzo de 1696, y a partir de entonces, se trasladó a la Cataluña Norte, donde estableció durante una veintena de años un taller propio en Perpiñán (donde formó parte de la cofradía de San Lucas) y en Prada, desde donde consiguió la mayor parte de la contratación procedente de los condados del Rosellón y la Cerdaña.
Josep Sunyer constituyó un taller muy bien organizado en la Cataluña Norte. La competente organización del obrador la puede certificar el recordatorio de los numerosos ayudantes y aprendices que se formaron, al margen del trabajo que hicieron, Pau Sunyer i Raurell, y el también escultor Luis Baja. Así, entre los aprendices consta el año 1697 Juan Xambó, el año 1703 entra en el taller del manresano, Pedro Navarre, que con el tiempo se convertiría en un reputado maestro, autor entre otras obras del baldaquino de la catedral de Elna y padre del también escultor Josep Navarre, y finalmente en 1710 se comprometió a formar Josep Bordas.
Durante este período contó con la presencia de colaboradores destacados como Jacint Morató i Soler, y Félix Escribà (muerto en 1755), dorador de la villa de Prada y casado con una hija de Josep Sunyer i Raurell.
Josep Sunyer formó parte del Colegio de Pintores, Escultores, doradores y bordadores de Perpiñán desde 1698 hasta 1714 y del cual fue nombrado rector en los años 1713 hasta 1714.
En esta época, Josep Sunyer también tuvo la responsabilidad del retablo de San Vicente, de Prats de Llusanés, en el que intervino activamente Segismon Pujol, formado en el obrador manresano de los Grau y el primero de una saga de escultores catalanes que se alargó en cinco generaciones.
Estos serían algunos de los retablos que se tienen constancia:
- Retablo mayor de San Pedro de Prada (1697-1699),
- Retablo mayor de Colliure (1698-1701),
- Retablo mayor de Llivia (1700-1704),
- Retablo mayor de la iglesia de Nuestra Señora la Real de Perpiñán (c. 1700), quemado en un incendio que afectó a toda la parroquia en el siglo XVIII,
- Retablo mayor de Opoul-Périllos (c. 1707),
- Retablo mayor de Joch (c. 1710),
- Retablo mayor del santuario de Font Romeu (1704-1707), de Boule-d'Amont
- Retablo lateral de la Virgen del Rosario, de Oceja (1699)
- Retablo lateral de la Virgen del Rosario, de Vinça (1710-1713)
- Retablo lateral de la Purísima Sangre de Collioure (1699)
- Retablo lateral de San Galderic (c. 1714)
- Retablo lateral de San Juan Bautista de Prada (1713)
- Retablo lateral de San Eloy de Puigcerdá (1711)
- Retablo lateral de San Sebastián de Puigcerdá (1712)

y otras obras en Villafranca de Conflent, Catllar y Thuir.

## Cataluña
A pesar de la estabilidad profesional conseguida en este taller rosellonés, hacia el año 1715 regresa a su ciudad natal, donde se ocupó de una empresa tan ambiciosa como fue la redecoración de las capillas de la Colegiata Basílica de Santa María de la Aurora, calcinadas por el incendio de 1714. Así, ejecutó la nueva sillería del coro y el retablo de la capilla del Santísimo (1715), el sepulcro del canónigo Mulet y una imagen de la Virgen de los Dolores para la iglesia de San Miguel (1718). También en Manresa realizó nueve medallones con escenas de la vida de san Ignacio de Loyola para la Cueva de San Ignacio (1720). De forma paralela comenzó el retablo mayor de Igualada (1718-1729), seguramente el más importante de Josep Sunyer.
En 1721 realiza el retablo de Santa Clara, de Vich, con la colaboración del maestro vicense Jacint Morató. Son también de este período los retablos del Ángel Custodio y de San Antonio Abad, de la Basílica de Santa María de Manresa (1723) y un Santo Cristo, de Santa Margarita de Montbuy (1722). 
Entre el 1735 y en 1739 estuvo domiciliado en Barcelona, donde intervino en la decoración de la capilla del Roser, del monasterio de Santa Catalina, y en la construcción del monumento de Semana Santa, de la catedral. En 1740 se hizo cargo de la obra del retablo de la capilla del Claustro, de Solsona, comenzada por Jacint Moretó un año antes, y en 1745 contrataba el de San Pedro, de la sede manresana. Parece que a partir de 1747, por la avanzada edad y la gota, tuvo que dejar de trabajar y las últimas obras documentadas de Josep Sunyer son de carácter arquitectónico: la iglesia nueva de Joncadella (1748) y la finalización de la fachada meridional de la Santa Cueva, de Manresa (1749).

## Vida familiar
Josep Sunyer se casó dos veces: la primera, con una sobrina de Francesc Grau, hija de Teresa Grau y Pere Fontanelles, fallecida el 23 de diciembre de 1742, la segunda, con otra Teresa, de la que se desconoce su origen. Con la primera esposa tuvo seis hijos como mínimo: Josep Sunyer (III) i Fontanelles, el futuro escultor, que moriría mientras colaboraba con su padre, en 1736, en la decoración escultórica de la capilla del Rosario del convento de Santa Catalina Mártir en Barcelona; Miquel Sunyer, Pere Sunyer (I), fallecido mientras trabajaba con su padre, el año 1704, en la realización del retablo mayor de la ermita de Font-Romeu, Rosa Suñer, casada con Francesc Soler, Teresa Sunyer, casada con Josep Quer, y Maria Sunyer, casada con el dorador Félix Escribà. Josep Sunyer i Raurell murió el 14 de enero de 1751 en su casa, en la calle Valldaura, y el día 16 lo enterraban en el convento de Santo Domingo de Manresa.